# Gheorghe Cimpoia
Gheorghe Cimpoia (ur. 14 października 1939 w Râșnovie) – rumuński biathlonista. W 1965 roku wystąpił na mistrzostwach świata w Elverum, gdzie zajął 28. miejsce w biegu indywidualnym i siódme w drużynie. Na rozgrywanych rok później mistrzostwach świata w Garmisch-Partenkirchen był piąty w biegu indywidualnym i szósty w sztafecie. Zajął też między innymi czwarte miejsce w sztafecie podczas mistrzostw świata w Altenbergu w 1967 roku. W 1964 roku wystartował na igrzyskach olimpijskich w Innsbrucku, gdzie zajął 27. miejsce w biegu indywidualnym. Brał również udział w igrzyskach w Grenoble, plasując się na 23. pozycji w biegu indywidualnym i dziewiątej w sztafecie. Nigdy nie wystąpił w zawodach Pucharu Świata.

## Osiągnięcia

### Igrzyska olimpijskie
| Rok  | Miejscowość | Konkurencje | Konkurencje | Konkurencje | Konkurencje | Konkurencje | Konkurencje | Konkurencje |
| Rok  | Miejscowość | IN          | SP          | PU          | MS          | RL          | MR          | SR          |
| ---- | ----------- | ----------- | ----------- | ----------- | ----------- | ----------- | ----------- | ----------- |
| 1964 | Innsbruck   | 27.         | nd.         | nd.         | nd.         | –           | nd.         | –           |
| 1968 | Grenoble    | 23.         | nd.         | nd.         | nd.         | 7.          | nd.         | –           |

### Mistrzostwa świata
| Rok  | Miejscowość            | Konkurencje | Konkurencje | Konkurencje | Konkurencje | Konkurencje | Konkurencje | Konkurencje |
| Rok  | Miejscowość            | IN          | SP          | PU          | MS          | RL          | MR          | SR          |
| ---- | ---------------------- | ----------- | ----------- | ----------- | ----------- | ----------- | ----------- | ----------- |
| 1965 | Elverum                | 28.         | nd.         | nd.         | nd.         | 7.          | nd.         | –           |
| 1966 | Garmisch-Partenkirchen | 5.          | nd.         | nd.         | nd.         | 6.          | nd.         | –           |
| 1967 | Altenberg              | 35.         | nd.         | nd.         | nd.         | 4.          | nd.         | –           |
| 1969 | Zakopane               | 29.         | nd.         | nd.         | nd.         | –           | nd.         | –           |